# Бандата на Холи
Бандата на Холи (на английски: Holly's Heroes) е детски драматичен сериал, съвместна продукция на Nine Network - Австралия, и TVNZ - Нова Зеландия. Сериалът е от 26 епизода, които започват да биват излъчвани през 2005 година. Като част от екипа е и актрисата Джесика Джейкъбс, изпълняваща ролята на Емили Уолш.

## Сюжет
Холи Макензи е 14-годишно момиче от Нова Зеландия, което се мести със семейството си, да живее в градчето Улич, намиращо се на бреговете на Австралия. Когато мечтата ѝ, да играе баскетбол в местния отбор „Овени“, бива разбита, Холи решава да се докаже, като сформира свой собствен отбор, „Бегълците“. В духа на баскетболния спорт, „Бандата на Холи“, разкрива какво е да си новото дете в квартала, цената на приятелството, важността от работата в отбор, първата любов, и задоволството от простичката любов към спорта. Холи успява да научи, колко по-ценно е това, което е постигнала с отбора си, от колкото, просто да победи.

## Актьорски състав
- Доменик Кралфот – Холи Макензи
- Кейн МкНий – Ник Фрейзър
- Грета Ларкинс – Ясинта Петерсън
- Джарет Дюпри – Ралф Оуен
- Майкъл Харисън – Джоно Уолш
- Джеси Джейкъбс – Емили Уолш
- Бен Шуман – Франко Галузо
- Джон Уилямс – Паркър
- Никълъс Кола – Джоел Петерсън
- Стефани Авила – Елинор Скубински
- Дейвид Робърдс – Алън Петерсън
- Мишел Амас – Кейт Макензи
- Наоми Дейвис – Флауър
- Никълъс Бел – г-н Кралфорт